# Merton Pippin
Merton Pippin es una variedad cultivar de manzano (Malus domestica),un híbrido del cruce de Cox’s Orange Pippin x Sturmer Pippin. Criado en el John Innes Horticultural Institute (Instituto de Horticultura John Innes), Merton, Inglaterra por MB Crane en 1914. Introducido en 1948 pero descartado en Gran Bretaña en 1959. Las frutas tienen pulpa blanquecina con un sabor subácido.

## Historia
Merton Pippin es una variedad de manzana, híbrido del cruce de Cox’s Orange Pippin x Sturmer Pippin. Desarrollado y criado a partir de «Cox’s Orange Pippin» mediante una polinización por la variedad «Sturmer Pippin», por MB Crane en el John Innes Horticultural Institute (Instituto de Horticultura John Innes), Merton, Inglaterra, (Reino Unido) a principios del siglo XX en 1914 e introducido por ellos en el mercado en 1948, pero descartado en Gran Bretaña en 1959.
Merton Pippin se cultiva en la National Fruit Collection con el número de accesión: 1975-311 y nombre de accesión Merton Pippin (LA 71A).

## Características
Merton Pippin árbol de extensión erguida, de vigor moderadamente vigoroso, portador de espuela. Tiene un tiempo de floración que comienza a partir del 8 de mayo con el 10% de floración, para el 12 de mayo tiene una floración completa (80%), y para el 18 de mayo tiene un 90% caída de pétalos.
Merton Pippin tiene una talla de fruto grande; forma globoso plano con los lados redondeados y a veces angulares; con nervaduras débiles; epidermis con color de fondo es verde, con un sobre color lavado de rojo, importancia del sobre color medio-alto, y patrón del sobre color de finas rayas, «russeting» (pardeamiento áspero superficial que presentan algunas variedades) ausente o muy bajo; la piel tiende a ser lisa se vuelve grasienta en la madurez con lenticelas de color claro; cáliz es de tamaño mediano y parcialmente abierto, asentado en una cubeta de profundidad media, ancha y ondulada; pedúnculo es medio largo y medio robusto, colocado en una cuenca algo profunda y en forma de embudo; carne es de color crema, de textura crujiente. Sabor jugoso, dulce y picante.
Su tiempo de recogida de cosecha se inicia a mediados de octubre. Se mantiene bien durante cinco meses en cámara frigorífica.

## Usos
Una buena manzana de uso de postre fresca en mesa.

## Ploidismo
Diploide, auto estéril. Grupo de polinización: D, Día 15.